# Hypena synnaralis
Hypena synnaralis är en fjärilsart som beskrevs av Achille Guenée 1862. Hypena synnaralis ingår i släktet Hypena och familjen nattflyn. Inga underarter finns listade i Catalogue of Life.